# Zöld
A zöld a természetben gyakran látható szín. Igen sok növény zöld, amit a bennük található bonyolult vegyi anyag, a klorofill okoz.
A zöld a CIE RGB rendszer egyik alap szininger-jellemzője. Jele az angol G betűből származik. Hullámhossza 546,1 nm. A CIE XYZ rendszerben a hozzá tartozó alapszíningert Y jelöli, ennek domináns színinger hullámhossza azonos. Tekintettel arra, hogy az emberi látás érzékenységi maximuma épp a zöld színek tartományába esik, az XYZ rendszerben az Y nemcsak a zöldet jelenti, hanem egyben a világosság értékét is. Az emberi látás alapszíningerként M betűvel jelölik (M= medium; a közepes hullámhosszakra érzékeny csapok a szemben).
A fényerősség mértékegységének meghatározó hullámhossza az 555 nm-es zöld szín (az 540 THz frekvenciájú fény).
A zöld fények hullámhossza kb. 490-570 nm. A zöldet sokan keverékszínnek tekintik, két alapszín keveréke, a sárgáé és a kéké, s a bíbor (magenta) komplementer színe. Sok művész azonban inkább a hagyományos színelméletet vallja, miszerint a zöld komplementer színe a vörös.
Tehát fények szerint a lila egészíti ki, festék esetén a vörös.

## Szakmai adatok
Ebben a fejezetben találjuk meg a színmérésben, a színminta atlaszokban, és hasonló osztályozási rendszerekben a zöld színekre vonatkozó ismerteket.
A Young–Helmhotz színlátási elmélet szerint a zöld egyike az általunk érzékelt egyik alapszíningernek. Ezt többféle módon bizonyították. Az emberi szemben három színérzékelő csap található. Ezek egyike a zöld színre érzékeny OPN1MW γ (gamma) opszin. Érzékelési tartománya  450-630 nm; érzékenységének csúcsa: 534-545 nm között van.
Az emberi látás másik jellemzője nem a színlátás, hanem a fénylátásért felelős látóbíbor (rodopszin). Ennek érzékenységi maximuma épp a zöld színek tartományába esik. Világosban (fotpoikus látás) 555 nm körül, sötétben (szkotopikus látás) 509 nm körül (Purkinje-jelenség).

### Összehasonlítás
A színmegadás különféle formáinak összehasonlítása. A negyedik sorban a candela definíciójához rendel hullámhossz igen nagy teltettségű változatban. Domináns hullámhossz, CIELAB, RGB és HSV adatok.
| típus     | λd, nm | hab | L* | a*  | b*  | R   | G   | B  | H    | S    | V    |
| --------- | ------ | --- | -- | --- | --- | --- | --- | -- | ---- | ---- | ---- |
| CIE G     | 546,1  | 136 | 64 | -91 | 107 | 0   | 166 | 0  | 121° | 100% | 65%  |
| RGB       | ≃548   | 136 | 88 | -86 | 83  | 0   | 255 | 0  | 120° | 100% | 100% |
| sRGB G    | ≃552   | 132 | 89 | -73 | 80  | 103 | 255 | 40 | 102° | 84%  | 100% |
| candela   | 555    | 130 | 64 | -64 | 114 | 35  | 157 | 0  | 106° | 100% | 62%  |
| hortenzia | ≃560   | 122 | 68 | -42 | 66  | 122 | 184 | 24 | 72°  | 87%  | 72%  |

### CIE adatok

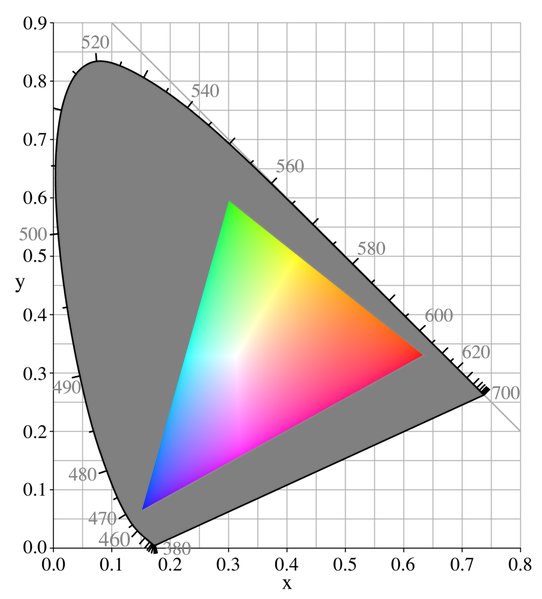
CIExy1931 srgb gamut. A zöld alapszíningernek igen kicsi a színtelítettsége. A zöldet a kékkel összekötő vonalon kívülre (balra) eső színek számítógépen nem jeleníthetők meg. Ilyen e legtöbb zöld, például a smaragzöld

A zöld színek tartománya az elnevezési szabályok értelmében a 490 és az 550 nm közé esik. Ez a domináns színinger hulláhossz-tartománya.
Az RGB rendszer alapszíningerei r=0, g=1, b=0. A színinger összetevők: {\displaystyle {\overline {r}}(\lambda )}, {\displaystyle {\overline {g}}(\lambda )}, {\displaystyle {\overline {b}}(\lambda )}  A CIE rgb és RGB-rendszer jelenleg is szabványos, de az 1950-es évek óta nem foglalkoznak vele.
Az xyz rendszer zöld alapszíningere x= 0,285, y= 0,711, z= 0,004, ennek iránya a színességi háromszögben 95°
A CIE definiálja az ú.n. unique green (egyedi zöld) színingert, amelynek színinger koordinátái x=0,02 y= 0,61

### CIELAB
A közhit szerint a negatív a* értékek a zöld színeket azonosítják. A valóságban nem minden szín zöld, amely negatív a* színkoordinátával jellemezhető. Mindjárt kiindulásképp tudnunk kell két dolgot. Az egyik, hogy az XYZ rendszer abszolút, a CIELAB értékeléséhez viszont ismernünk kell a megvilágító fényforrás adatait (megvilágítási és megfigyelési geometria). A színkoordináta-rendszerben az az irány, amelyben az a* negatív maximumot ér el és a b* értéke nulla, az az a* tengely iránya. Ebben az esetben a* kb. -41 , a domináns színinger hullámhossza kb. 495 nm, a smaragdzöld közelébe esik. Nagyjából ez a CIE zöld tartomány határa a zöldeskék (cián) irányában. A zöld színek tartományának ellentétes; a sárgák felé eső határa kb. a*=-55 b*=76, Thébai zöld.
| zőld szín neve         | hullámhossz nm | xy színirány | CIELAB hab | COLOROID | Munsell |
| ---------------------- | -------------- | ------------ | ---------- | -------- | ------- |
| zöldeskék határszín    | 490            | 187          | 193        | A56,7    | 7,5BG   |
| CIELAB -a* tengely     | 498            | 152          | 180        | A62,7    | 2BG     |
| CIE zöld alapszíninger | 546,1          | 99           | 130        | A70,8    | 9,9GY   |
| sárgászöld határszín   | 550            | 92           | 124        | A71,2    | 9,2GY   |

Ha a gamut mellékelt ábráján megkeressük ezeket a pontokat a spektrális színpályán, az ezeket összekötő vonalon kívül vannak a zöld színek (az ábrán balra és fent); tehát a megjeleníthetőség határán kívülre esnek – vagy csak alacsony telítettségi tisztasággal jeleníthetőek meg.

### Wilhelm Ostwald színköre
Ostwald rendszerében nem foglalkozik a telítettségi tisztsággal. Az elméleti színingerek hullámhosszát adja meg, s ebből képezi a valós színingereket a fehér és a fekete hozzáadásával. Az alábbiak tehát az elméleti tiszta színek.
| csoport    | azonosító | hullámhossz | Coloroid színezet | Munsell hue |
| tengerzöld | 19        | 493,9       | A61,2             | 5BG         |
| tengerzöld | 20        | 498,6       | A63               | 10G         |
| tengerzöld | 21        | 512,8       | A65,3             | 5G          |
| lombzöld   | 22        | 550,5       | A71,2             | 10GY        |
| lombzöld   | 23        | 564,4       | A74               | 5GY         |
| lombzöld   | 24        | 570,1       | A76,4             | 2,5GY       |

Látható, hogy az Ostwald színekhez a Munsell színezetek kerek számértékkel társíthatók (a betűk jelentése: Blue, Green, Yellow).

### RAL színminták
A RAL német birodalmi szabvány (Reichs-Ausschuß für Lieferbedingungen), amelyet 1927-ben hoztak létre. Eredeti változatát ma RAL classic néven használják. A színeket számcsoportok azonosítják, ezek között a 6000 és 6040 közötti számok jelzik a zöld színeket. Az azonosító számokhoz nem rendelhető színtani érték.

| RAL Classik | elnevezés     | hex     | R   | G   | B   | L*     | a*      | b*     |
| ----------- | ------------- | ------- | --- | --- | --- | ------ | ------- | ------ |
| 6000        | Platinagrün   | #3c7460 | 60  | 116 | 96  | 44,529 | -23,651 | 5,316  |
| 6001        | Smaragdgrün   | #366735 | 54  | 103 | 53  | 39,247 | -28,094 | 23,342 |
| 6002        | Laubgrün      | #325928 | 50  | 89  | 40  | 34,079 | -24,697 | 23,999 |
| 6003        | Olivgrün      | #50533c | 80  | 83  | 60  | 34,335 | -5,296  | 13,147 |
| 6004        | Blaugrün      | #024442 | 2   | 68  | 66  | 25,484 | -19,095 | -4,31  |
| 6005        | Moosgrün      | #114232 | 17  | 66  | 50  | 24,439 | -20,569 | 4,665  |
| 6006        | Grauoliv      | #3c392e | 60  | 57  | 46  | 24,036 | -1,163  | 7,105  |
| 6007        | Flachengrün   | #2c3222 | 44  | 50  | 34  | 19,792 | -6,46   | 9,562  |
| 6008        | Braungrün     | #37342a | 55  | 52  | 42  | 21,675 | -0,827  | 6,489  |
| 6009        | Tannengrün    | #27352a | 39  | 53  | 42  | 20,78  | -8,546  | 5,213  |
| 6010        | Grasgrün      | #4d6f39 | 77  | 111 | 57  | 42,993 | -22,872 | 26,093 |
| 6011        | Resedagrün    | #6c7c59 | 108 | 124 | 89  | 49,931 | -12,896 | 17,344 |
| 6012        | Schwarzgrün   | #303d3a | 48  | 61  | 58  | 24,554 | -6,234  | -0,13  |
| 6013        | Schilfgrün    | #7d765a | 125 | 118 | 90  | 49,493 | -2,158  | 16,371 |
| 6014        | Gelboliv      | #474135 | 71  | 65  | 53  | 27,639 | 0,59    | 7,89   |
| 6015        | Schwarzoliv   | #3d3d36 | 61  | 61  | 54  | 25,484 | -1,59   | 4,15   |
| 6016        | Türkisgrün    | #00694c | 0   | 105 | 76  | 38,439 | -39,355 | 8,026  |
| 6017        | Maigrün       | #587f40 | 88  | 127 | 64  | 49,029 | -25,488 | 29,753 |
| 6018        | Gelbgrün      | #61993b | 97  | 153 | 59  | 57,587 | -35,153 | 42,334 |
| 6019        | Weißgrün      | #b9ceac | 185 | 206 | 172 | 80,385 | -13,069 | 14,476 |
| 6020        | Chromoxidgrün | #37422f | 55  | 66  | 47  | 26,338 | -8,365  | 10,002 |
| 6021        | Blassgrün     | #8a9977 | 138 | 153 | 119 | 61,305 | -11,717 | 16,056 |
| 6022        | Braunoliv     | #3a3327 | 58  | 51  | 39  | 21,685 | 1,103   | 8,802  |
| 6023        |               |         |     |     |     |        |         |        |
| 6024        | Verkehrsgrün  | #008351 | 0   | 131 | 81  | 47,925 | -44,563 | 18,534 |
| 6025        | Farngrün      | #5e6e3b | 94  | 110 | 59  | 43,932 | -15,048 | 26,076 |
| 6026        | Opalgrün      | #005f4e | 0   | 95  | 78  | 34,35  | -36,57  | 0,829  |
| 6027        | Lichtgrün     | #7ebab5 | 126 | 186 | 181 | 71,56  | -20,503 | -3,86  |
| 6028        | Kiefergrün    | #315442 | 49  | 84  | 66  | 32,5   | -17,091 | 6,069  |
| 6029        | Minzgrün      | #006f3d | 0   | 111 | 61  | 39,92  | -47,213 | 19,273 |
| 6030        |               |         |     |     |     |        |         |        |
| 6031        | Bronzengrün   | #485746 | 72  | 87  | 70  | 34,9   | -10,24  | 8,54   |
| 6032        | Signalgrün    | #237f52 | 35  | 127 | 82  | 47,236 | -37,788 | 16,942 |
| 6033        | Minttürkis    | #46877f | 70  | 135 | 127 | 51,934 | -22,925 | -2,331 |
| 6034        | Pasteltürkis  | #7aacac | 122 | 172 | 172 | 67,128 | -16,7   | -5,213 |
| 6035        | Perlgrün      | #194d25 | 25  | 77  | 37  | 28,366 | -27,124 | 18,409 |
| 6036        | Perlopalgrün  | #04574b | 4   | 87  | 75  | 32,729 | -25,854 | 0,881  |
| 6037        | Reingrün      | #008b29 | 0   | 139 | 41  | 50,209 | -53,031 | 41,386 |
| 6038        | Leuchtgrün    | #00b51a | 0   | 181 | 26  | 62,308 | -84,293 | 57,548 |

Az eredeti német neveket a nemzetközi szóhasználatban megváltoztatták. Ehhez némi magyarázat: Laubgrün≈ lombzöld, Moosgrün≈ mohazöld, Flachengrün≈ palackzöld, Tannengrün≈ fenyőzöld, Grasgrün≈ fűzöld, Schilfgrün≈ nádzöld, Blassgrün≈ sápadtzöld, Farngrün≈ páfrányzöld, Kiefergrün≈ erdei fenyő-zöld, Mint≈ fodormenta, Perl≈ gyöngyház. A Bronzengrün a német katonai egyenruha (keki) színe. Jelenleg is szabványosak a közlekedési (Verkehrsgrün) és a zöld fényjelzés színe (Signalgrün).
Ennek a rendszernek a továbbfejlesztett változatai a RAL Design, a RAL Effect, és a RAL plastics (műanyagok számára). Legtöbbjét a CIELAB rendszerhez illesztették, bár az azonosítószámok német szabvány szerinti értékeket jelölnek, mint Buntton (színezet), Helligkeit (világosság) és Buntheit (színezetdússág).

### Munsell
Albert H. Munsell színkörében három szegmens tartalmazza a zöld színeket. Az itt látható háttérszínek lehetőség szerint a legnagyobb színtelítettség mintáját szemléltetik (Munsell rendszerében ezt krómának nevezik, jele a C betű). A zöldeknél (G) alacsonyabb világossági értéket tüntettünk fel, hogy megjeleníthető legyen számítógépen (A neve Munsellnél Value, a V betű jelzi).
| tartomány  | Munsell | Munsell | Munsell | CIELAB | CIELAB | CIELAB | COLORID | COLORID | COLORID | sRGB | sRGB | sRGB |
| tartomány  | H       | V       | C       | L*     | a*     | b*     | A       | T       | V       | R    | G    | B    |
| ---------- | ------- | ------- | ------- | ------ | ------ | ------ | ------- | ------- | ------- | ---- | ---- | ---- |
| zöld-sárga | 2,5GY   | 9       | 12      | 91     | -25,5  | 87,8   | 76,1    | 70,3    | 88,6    | 226  | 239  | 23   |
| zöld-sárga | 5,0GY   | 9       | 12      | 91     | -35,8  | 82,8   | 74,5    | 67,1    | 88,6    | 205  | 244  | 46   |
| zöld-sárga | 7,5GY   | 8       | 13      | 81,3   | -48,3  | 75,03  | 72,9    | 49,5    | 76,8    | 147  | 221  | 39   |
| zöld-sárga | 10,0GY  | 8       | 14      | 81,4   | -65,6  | 59,6   | 71,2    | 43,9    | 76,9    | 89   | 228  | 81   |
| zöld       | 2,5G    | 7,5     | 13      | 76,5   | -66    | 39,5   | 70,1    | 31,9    | 71,2    | 31   | 215  | 111  |
| zöld       | 5,0G    | 7,5     | 11      | 76,5   | -58,8  | 19,2   | 65,5    | 34,7    | 71,2    | 9    | 213  | 149  |
| zöld       | 7,5G    | 7,5     | 10      | 76,5   | -53,4  | 13,3   | 64,9    | 38,6    | 71,2    | 46   | 211  | 161  |
| zöld       | 10,0G   | 7,5     | 9       | 76,5   | -47,5  | 6,2    | 63,8    | 46,0    | 71,2    | 61   | 209  | 174  |
| kék-zöld   | 2,5BG   | 7,5     | 9       | 76,5   | -46,8  | 2,4    | 63,1    | 52,8    | 71,2    | 52   | 209  | 181  |
| kék-zöld   | 5,0BG   | 7,5     | 9       | 76,5   | -44,9  | -4,8   | 61,8    | 63,8    | 71,2    | 31   | 209  | 194  |
| kék-zöld   | 7,5BG   | 7,5     | 9       | 76,5   | -42,9  | -9,6   | 60,9    | 70,2    | 71,2    | 17   | 209  | 203  |
| kék-zöld   | 10,0BG  | 8,5     | 9       | 86,2   | -42,2  | -16,3  | 57,0    | 99,7    | 82,7    | 45   | 237  | 244  |

Megfigyelhető, hogy ami kerek számértékkel szerepel Munsellnél, az tört formájában fejezhető ki a többi színazonosító rendszerben. A V világosság értékét zárt függvény köti a CIE Y értékhez, és ugyanez az eset a COLOROID V világossági értékeknél (ahol valamivel egyszerűbb a függvénykapcsolat). A táblázat utolsó soránál meg kell jegyeznünk, hogy a 10BG blue-green megegyezik a 0B blue színnel, mert a színazonosító számok 0-tól 10-ig növekszenek. Ugyanezen okból a táblázat első sor előtt a 0GY színnek kellene állnia, de ez megegyezik a 10Y sárga színnel.
Az első sorban álló 2,5GY 9/12 telítettségi maximuma 2,5GY 9/20 volna. Ezt a Munsell színminta-atlasz tartalmazza, de számítógépes megjelenítése nem lehetséges; a gamuton kívülre esik. Hasonlóképpen; az utolsó sorban álló 10BG 8,5/9 szín legnagyobb színességét a 10BG 6/20 érné el, ez sem ábrázolható.

### COLOROID
A COLOROID színazonosító rendszer, annak méréstechnikája, a színminta atlasz és a színharmónia tervező szoftver Nemcsics Antal, a Budapesti Műszaki Egyetem professzorának munkája eredményeként jött létre. Ebben a rendszerben a zöld színek első csoportja az A60 és az A66 azonosító számok közé esnek, a következő csoport az A70 és az A76 közé. A színezetet jelző számok (hue) tizedestörtként is használhatók. A számtartomány nem folytonos. Például az A76,99 után körbejárjuk a színkört, és a kiindulóponthoz, az A10-es sárga színhez jutunk. A színezetek azonosítója a CIE 1931 rendszer xy irányszögéhez illeszkedik, C és D65 sugárzáseloszlásra, illetve 2 és 10 fokos megfigyelési geometriára is kidolgozták.
A táblázathoz úgy rendeztük a színmintákat, hogy azonos színszámhoz a következő sorban ugyanannak a színnek a nagyobb telítettségű (T) változata következzék, mindenhol lehetőség szerint a számítógépen megjeleníthető legtelítettebb változata.
| név                | COLOROID | COLOROID | COLOROID | CIELAB | CIELAB | CIELAB | Munsell | Munsell | Munsell | RGB | RGB | RGB |
| név                | A        | T        | V        | L*     | a*     | b*     | H       | V       | C       | R   | G   | B   |
| ------------------ | -------- | -------- | -------- | ------ | ------ | ------ | ------- | ------- | ------- | --- | --- | --- |
| mirtuszzöld        | 60       | 23       | 64       | 70,2   | -13,1  | -5,6   | 9,9BG   | 6,9     | 3       | 137 | 177 | 179 |
| türkizzöld         | 60       | 48       | 70       | 75,5   | -24,6  | -10    | 9,8BG   | 7,4     | 5,6     | 114 | 197 | 202 |
| opálzöld           | 61       | 15       | 65       | 71     | -9,6   | -2,3   | 7,4BG   | 6,9     | 1,9     | 150 | 177 | 176 |
| krómoxihidrát-zöld | 61       | 45       | 60       | 66,5   | -34,6  | -7,5   | 6,5BG   | 6,5     | 7,3     | 55  | 177 | 172 |
| héliózöld          | 62       | 10       | 80       | 83,9   | -5,6   | -0,5   | 5,6BG   | 8,3     | 1,1     | 196 | 211 | 209 |
| permanent zöld     | 62       | 40       | 60       | 66,5   | -36,1  | -2,9   | 4,2BG   | 6,5     | 7,3     | 60  | 177 | 164 |
| francia szürke     | 63       | 18       | 60       | 66,5   | -18,3  | 0,7    | 2,7BG   | 6,5     | 3,4     | 122 | 169 | 158 |
| smaragdzöld        | 63       | 42       | 62       | 58,3   | -43,9  | 1,6    | 1,9BG   | 6,6     | 8,6     | 33  | 185 | 160 |
| mészzöld           | 64       | 10       | 60       | 66,5   | -12,4  | 1,9    | 9,9G    | 6,5     | 2,2     | 137 | 166 | 156 |
| krómzöld           | 64       | 28       | 55       | 61,9   | -42,9  | 6,4    | 9,1G    | 6       | 8,2     | 33  | 167 | 135 |
| pálmazöld          | 65       | 15       | 46       | 53,1   | -38,5  | 10,3   | 6,2G    | 5,2     | 7,3     | 40  | 141 | 107 |
| luxori zöld        | 65       | 17       | 55       | 61,9   | -33,3  | 8,9    | 6,6G    | 6       | 6,2     | 81  | 163 | 131 |
| fenyőzöld          | 66       | 14       | 49       | 56,1   | -45,4  | 18,2   | 3,8G    | 5,4     | 8,7     | 31  | 151 | 101 |
| malachitzöld       | 66       | 17       | 53       | 59,9   | -49,9  | 19,9   | 3,9G    | 5,8     | 9,6     | 14  | 163 | 107 |
| berlini zöld       | 70       | 4        | 40       | 46,9   | -16,1  | 8,8    | 2,1G    | 4,6     | 3,2     | 88  | 117 | 96  |
| bodzaszöld         | 70       | 18       | 69       | 74,6   | -36,3  | 20,3   | 2,4G    | 7,3     | 7       | 120 | 199 | 143 |
| appianum           | 71       | 4        | 65       | 71,1   | -6,8   | 4,8    | 1G      | 6,9     | 1,2     | 163 | 175 | 163 |
| őszöld             | 71       | 18       | 58       | 64,7   | -39,2  | 30,6   | 0,6G    | 6,3     | 8,1     | 97  | 172 | 99  |
| veronai zöld       | 72       | 8        | 55       | 61,9   | -13,7  | 12,9   | 9GY     | 6       | 2,8     | 132 | 154 | 125 |
| aquinói zöld       | 72       | 17       | 55       | 61,9   | -30,7  | 32,1   | 8,7GY   | 6       | 6,9     | 111 | 161 | 90  |
| levendulazöld      | 73       | 7        | 60       | 66,5   | -8,4   | 9,8    | 7,4GY   | 6,5     | 1,8     | 152 | 164 | 142 |
| jáspiszöld         | 73       | 17       | 75       | 79,8   | -15,3  | 18,5   | 7,5GY   | 7,8     | 3,3     | 180 | 203 | 161 |
| antikzöld          | 74       | 12       | 80       | 83,9   | -7,8   | 11,3   | 6,5GY   | 8,3     | 1,7     | 202 | 212 | 186 |
| almazöld           | 74       | 30       | 75       | 79,8   | -21,9  | 36,1   | 6GY     | 7,8     | 5,9     | 179 | 206 | 128 |
| kininzöld          | 75       | 16       | 80       | 83,9   | -8,2   | 15,2   | 5,2GY   | 8,3     | 2       | 204 | 212 | 179 |
| gall zöld          | 75       | 24       | 52       | 59,1   | -23,1  | 62,1   | 3,4GY   | 5,7     | 9,1     | 130 | 149 | 4   |
| baritsárga         | 76       | 18       | 80       | 83,9   | -7,21  | 17,1   | 2,9GY   | 8,3     | 2,2     | 207 | 211 | 175 |
| klorofilzöld       | 76       | 28       | 58       | 64,7   | -17,8  | 57,2   | 1,9GY   | 6,3     | 8       | 154 | 162 | 48  |
| kőriszöld          | 10       | 25       | 60       | 66,5   | -11,1  | 42,6   | 0,2GY   | 6,5     | 5,9     | 165 | 164 | 83  |
| mohazöld           | 11       | 40       | 65       | 71,04  | -10,5  | 73     | 8,1Y    | 7       | 9,9     | 189 | 175 | 0   |

A táblázat utolsó két sorába olyan sárga színeket helyeztünk el, amelyek elnevezésében a zöld színre szokás utalni.

### NCS
Natural Colour Sytem – a svéd tudományos akadémián kidolgozott színazonosító rendszer. Kifejlesztése Anders Hård nevéhez fűződik. Egyeztetése más rendszerekkel igen pontatlan, mert sem megvilágítási és megfigyelési geometriát, sem alapszíningereket nem ír elő (ez azt jelenti, hogy egyetlen CIE szabvánnyal sem írták le). A zöld ennek a rendszernek egyik alapszíningere. Legtöbbször az sRGB rendszer mérőszámaival határozzák meg. Megközelítő összehasonlítása:
Munsell 5G
CIE xy-irányszög 116°
CIELAB színezeti szög hab 160°
domináns színinger hullámhossza kb. 520 nm
A példaképp említett adatok a szín világossága és színezetdússága függvényében eltérnek. Az egyik zöldeskék szín azonosítója a következő: S1040-B50G, ahol az S betű az 1950 évi szabványra utal (standard),
10 a fekete tartalma (blackness)
40 a színezetdússág (chromaticness)
B50G azt jelenti, hogy az egyedi kék és az egyedi zöld között épp a felezőben azonosítható.

### Televízió, számítástechnika
A színes televízió alapjait az 1950-es évek elején lefektették. Ekkor derült ki, hogy a teljes színtér megjelenítése nem lehetséges, ezért olyan alapszíningereket határoztak meg, amelyek technikailag megvalósíthatóak. Ezek alapszíningerit szintén az RGB betűk jelölik. A zöld szín ebben az estben 526,32 nm domináns színinger hullámhosszal fejezhető ki, és a színháromszög zöld pontja az x=0,29 y=0,6 és z=0,11 helyen található (a gamut ábrájának felső, zöldre színezett csúcsa). Ezek szabványosítása nem a CIE, hanem az ITU hatáskörébe tartozik (Nemzetközi Távközlési Egyesület).

### Számítógépes megjelenítés
A számítógépek színes megjelenítőihez ugyanazokat a fényporokat (foszforokat) használták, mint a televízió készülékekhez. Emiatt a számítógépes képfeldolgozás általában ugyanazokat az alapszíningereket alkalmazza. Ebből egy szín-elnevezési rendszer fejlődött ki, amely kezdetben a böngészők (NETSCAPE) által kedvezményezett színeknek adtak nevet, majd kialakult belőlük a linuxos X11 szín-elnevezési rendszer. Ezek nem mérés eredményeként azonosítják a színeket, sokkal inkább fantázianévként értelmezhetők, bár sok közülük a valósághoz közel áll. Funkciójuk leginkább informatikai, ugyanis tetszetősek, és elegendő mértékben elkülönülnek a több színtől.

## Változatok

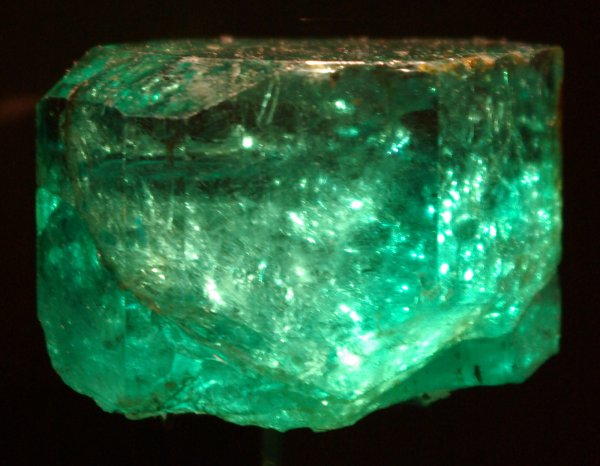
Smaragd

- Citromzöld
- Világoszöld
- Sötétzöld
- Fűzöld
- Smaragdzöld
- Méregzöld
- Neonzöld
- Almazöld
- Limezöld
- Limetta
- Nedvzöld

## Előfordulása, szimbolizmusa, átvitt értelem

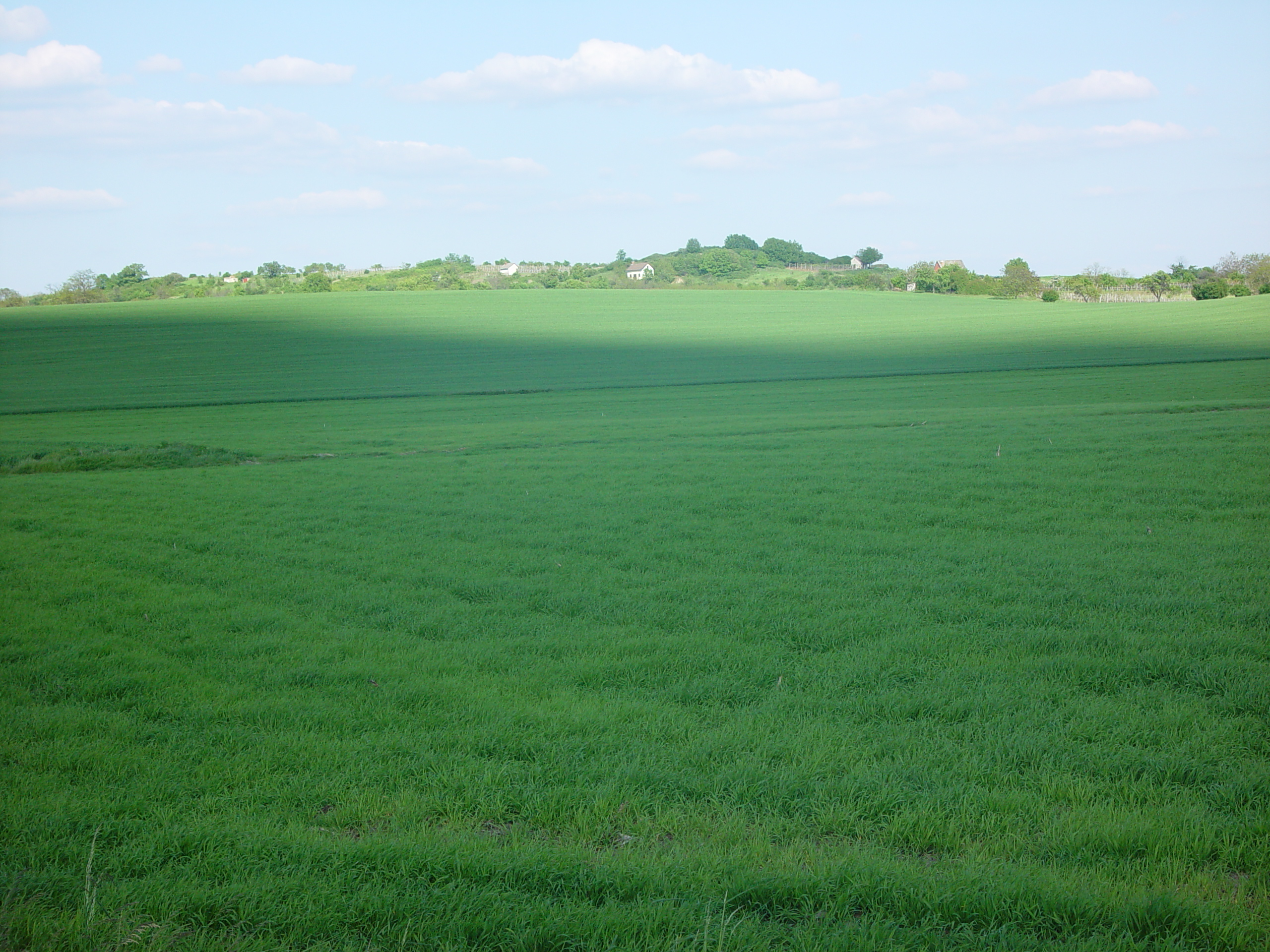
Az őszibúza tavasszal

- a zöld a növények színeként a természetvédelemre, környezetvédelemre utalhat, környezetvédő mozgalmakat, politikai-ideológiai irányzatot is jelenthet például, zöldmozgalom, ebben az értelemben a termékek is lehetnek zöldek, vagy maga a bolt amiben környezetbarát termékeket vásárolunk
- sok más nemzet mellett a magyar zászló és magyar címer színeinek egyike, a zászlóban a reményt,[12] a címerben a földet szimbolizálja
- a kereszténységben a zöld szín a remény és a megújulás szimbóluma. A zöld az egyházi év évközi idő vasárnapjainak színe is. Ilyenkor a katolikus templomok oltárát zöld terítővel díszítik.
- a zöld az iszlám vallás szent színe, ami a sivatagi oázist és a mohamedánok egységét jelképezi. Mohamed próféta és utódai, a kalifák zöld kaftánt és zöld turbánt viseltek, és zöld zászló alatt harcoltak. Ma is a zöld az Arab Liga és sok iszlám állam nemzeti zászlajának színe.
- a zöld szín a közlekedésben szabad utat jelez
- gyümölcsök esetén éretlent jelent („még zöld”), akkor is, ha az adott gyümölcs éretlenül sem zöld színű, vagy éretten is zöld.
- fizikai rosszullétre utaló jel („elzöldül”)
- a féltékenységre használatos metafora a „zöld szemű szörny”.
- a zöldfülű kifejezés kezdőt jelöl
- a zöldhasú jelenthet dollár bankjegyeket (ezek ui. hagyományosan zöldek) vagy a régi forint bankjegysorozat 1000 Ft-os címletét (más néven bartók, mivel Bartók Bélát ábrázolja)
- a zöldmezős beruházás olyan új ipari vállalkozást jelöl, amely korábban mezőgazdasági művelés alatt álló területen jön létre
- az olimpiai zászlón a zöld karika Ausztrália és Óceánia jelképe
- a magyar labdarúgásban a Ferencvárosi Torna Clubbal azonosított szín (ld. „zöld sasok”)
- a magyar kártyában a négy szín egyike (makk, zöld, tök, piros)
- a Taurus együttes egyik legismertebb dala a Zöld csillag. Később erre utalva írta Radics Béla emlékére a P. Box A zöld, a bíbor és a fekete című dalát.
- a kannabist, vagy kannabis származékot szokás továbbá zöldnek nevezni (szleng)
- az autósportban a Gordon Bennett-kupa nyomán a sötétzöld lett a brit csapatok hagyományos versenyszíne („British Racing Green”). Később a szponzorok reklámjai kiszorították, de 2000-től 2004-ig a Jaguar Formula–1-es csapata használta, jelenleg pedig a Caterham autói ilyen festésűek (a csapat maláj, de brit autómárkát képvisel).
- autóversenyeken a zöld zászló oldja fel a veszélyes szakaszokat, jelzi, hogy visszaállt a rend.